# Federação Equestre Portuguesa
Die Federação Equestre Portuguesa (FEP) ist der Dachverband für Pferdesport in Portugal. Sie hat ihren Sitz in der Avenida Manuel da Maia Nummer 26, in der Lissabonner Stadtgemeinde São Jorge de Arroios.
Die FEP ist Mitglied u. a. im Weltverband Fédération Équestre Internationale (FEI), im portugiesischen Sport-Dachverband Confederação do Desporto de Portugal und im Comité Olímpico de Portugal, dem Nationalen Olympischen Komitee Portugals.
158 portugiesische Reitzentren sind Mitglied in der FEP (Stand September 2015).
Ihr Leistungszentrum (Centro de Alto Rendimento) unterhält die FEP in Golegã, unter dem Namen Centro de Alto Rendimento para os Desportos Equestres – Hippos.

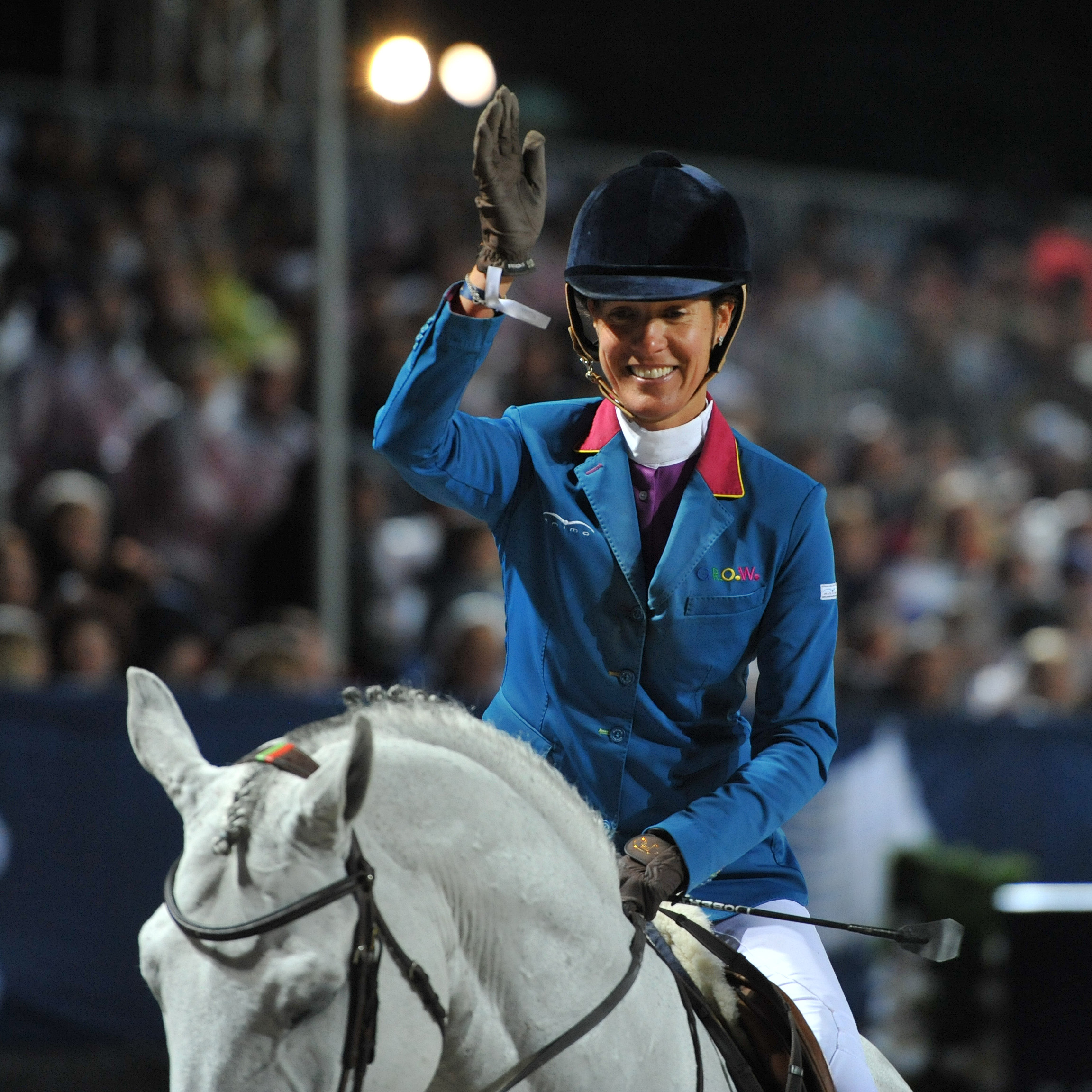
Luciana Diniz (hier 2013 in Wien), Siegerin in Wiesbaden 2012

## Geschichte
Portugals Reiter gewannen ihre erste olympische Trophäe mit der Silbermedaille in Paris 1924.
Der heutige Reitverband FEP wurde 1927 gegründet.
Reiter der FEP gewannen danach weitere olympische Medaillen, so in Berlin 1936 und in London 1948.
Die Anerkennung als gemeinnützige Institution erfolgte 1977.
Bei den FEI Europameisterschaften 2015 wurde die portugiesische Mannschaft zuletzt 11. (Dressur) bzw. 19. (Springen).

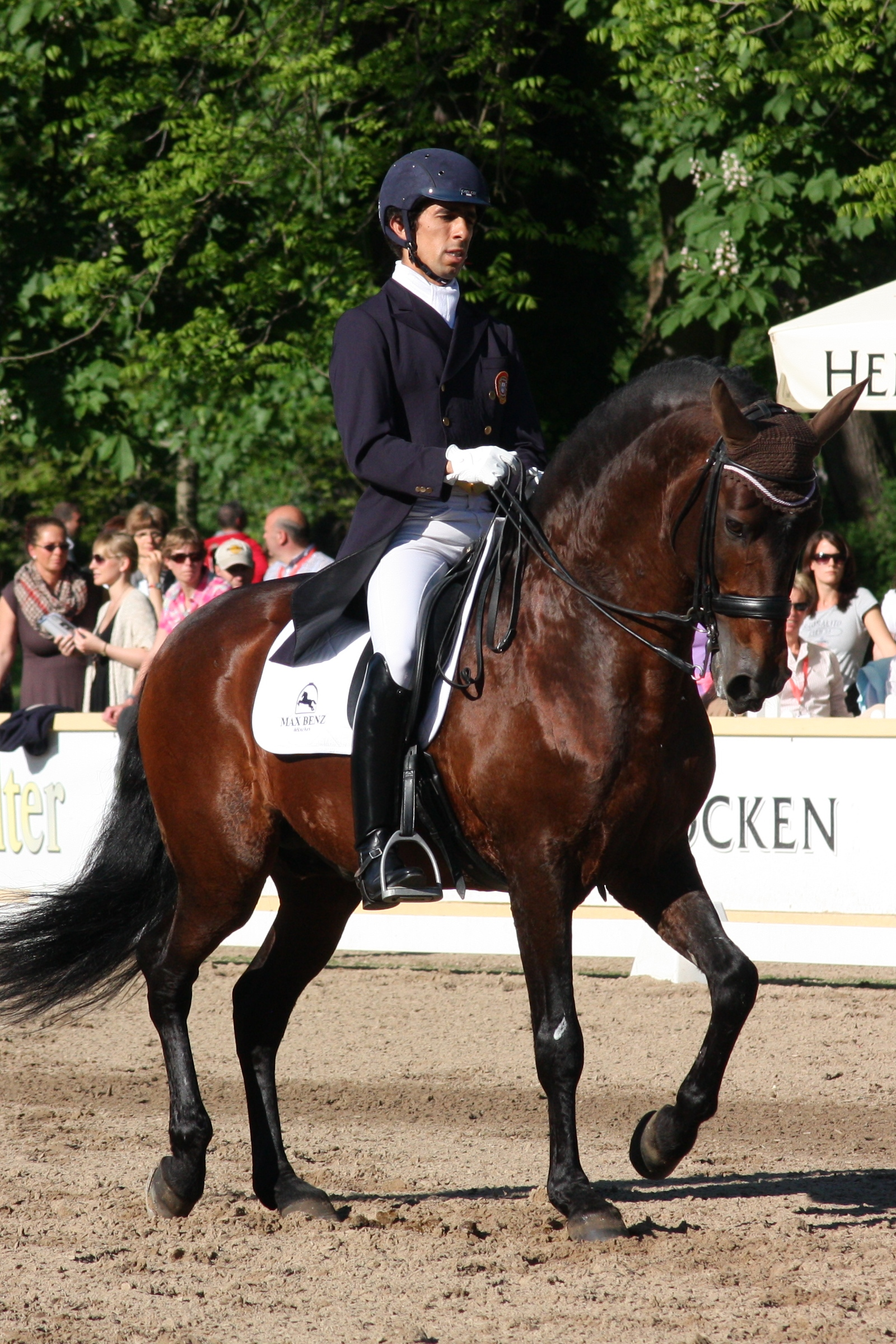
Gonçalo Carvalho beim Pfingstturnier in Wiesbaden 2013

## Persönlichkeiten
- José Mouzinho de Albuquerque (1885–1965), Reitsportaktivist, Mitglied der olympischen Bronze-Mannschaft 1924 in Paris (erste portugiesische Olympiamedaille)
- Aníbal d’Almeida (1898–1959), Mitglied der olympischen Bronze-Mannschaft 1924 in Paris (erste portugiesische Olympiamedaille)
- José Beltrão (1905–1948), Mitglied der olympischen Bronze-Mannschaft 1936 in Berlin
- Luciana Diniz (* 1970), in Deutschland lebende Reiterin, im November 2013 Platz vier der Springreiter-Weltrangliste der FEI
- Gonçalo Carvalho (* 1982), olympischer Reiter in London 2012, u. a. Dressur-Gewinner in München 2014

## Organisation

### Struktur
Präsident ist Luís Manuel Cidade Pereira de Moura (Stand September 2015). Er steht der sechsköpfigen Direktion vor. Neben der vierköpfigen Leitung der Verbandsversammlung (Mesa do Congresso) verfügt die FEP über vier weitere Organe:
- Conselho Fiscal (Kontrollrat, dreiköpfig)
- Conselho de Justiça (Rechtsrat, dreiköpfig)
- Conselho de Disciplina (Disziplinarrat, dreiköpfig)
- Conselho de Arbitragem (Schiedsrat, fünfköpfig)

158 Reitzentren auf dem portugiesischen Festland und den autonomen Inselregionen Azoren und Madeira sind in der FEP organisiert (Stand September 2015).

### Präsidenten
- 1927–1937: Filipe de Vilhena
- 1938–1956: Manuel da Costa Latino

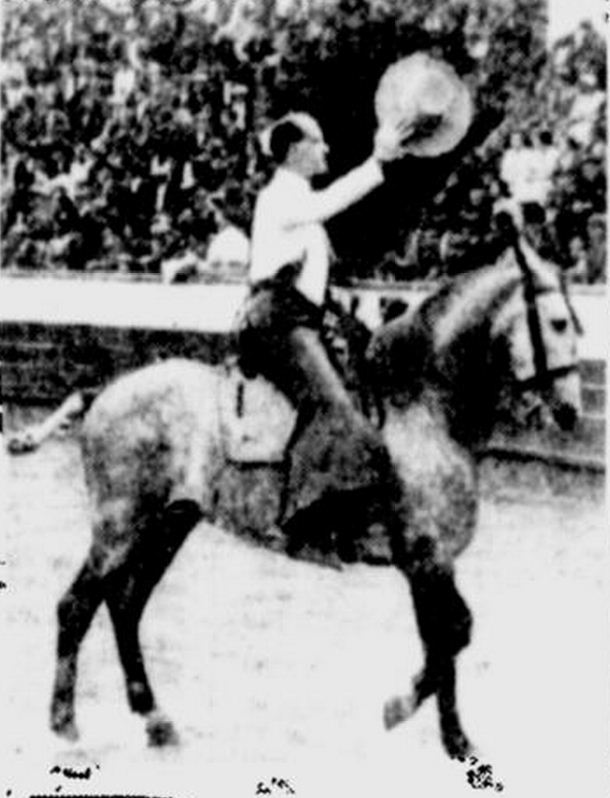
Rodrigo de Castro Pereira (hier beim Stierkampf 1936), u. a. olympischer Tennisspieler 1924, ab 1957 Präsident der FEP

- 1957–1967: Rodrigo de Castro Pereira
- 1968–1971: Kaúlza Oliveira de Arriaga
- 1972: Guilherme Correia Gyão
- 1972–1974: Tomás Branquinho da Fonseca
- 1975–1979: Jorge E. Rodrigues y Tenório Correia Mathias
- 1979–1980: António Ferreira de Carvalho Freire Damião
- 1980–1983: Manuel Costa de Castro
- 1983–1986: Manuel Ferreira de Lima
- 1986–1989: Jorge Soares Franco de Avillez
- 1989–1993: Jorge Maria d’Orey Pinheiro (Arnoso)
- 1993–1997: Paulo André Inácio Garrido
- 1997–1999: Pedro Lynce Faria
- 1999–2001: Duarte Nobre Guedes
- 2001–2004: Eduardo Dias Netto de Almeida
- 2004–2010: Luís Vaz d’Almada
- Seit 2011: Luís Manuel Cidade Pereira de Moura

### Finanzen
Das Jahr 2014 schloss die FEP mit einem positiven Saldo von 27.782 € ab. Den Einnahmen von 1.137.949 € (davon 654.645,53 € aus Verbandstätigkeit, Rest aus öffentlichen Zuwendungen) standen dabei Ausgaben von 1.110.167 € gegenüber.
Die FEP gehört damit zu den wenigen portugiesischen Sportverbänden mit ausgeglichenen Finanzen inmitten der angespannten Wirtschaftslage im Land und der rigiden Sparpolitik der Regierung in Folge der Eurokrise, die in ihren Maßnahmen auch deutliche Kürzungen von Zuschüssen an Sportverbände vornahm.